# Cantone di San Pedro de Huaca
Il cantone di San Pedro de Huaca è un cantone dell'Ecuador che si trova nella provincia del Carchi.
Il capoluogo del cantone è Huaca.